# Radiació gamma
|  | No s'ha de confondre amb ona gamma. |

La radiació gamma (que es representa amb la lletra grega γ) és una forma de radiació electromagnètica,la més energètica de l'espectre electromagnètic, és a dir, es tracta dels fotons de longitud d'ona més curta, o dit d'una altra manera dels fotons de freqüència més alta. Aquests fotons són més energètics que els raigs X, també anomenats raigs Röntgen, pel nom del seu descobridor, Wilhelm Conrad Röntgen. L'energia d'aquest tipus de radiació s'acostuma a mesurar en megaelectró-volts. Un MeV correspon a fotons gamma de longituds d'ona inferiors a 10-11 m o freqüències superiors a 1019 Hz. La radiació gamma va ser descoberta el 1900 pel químic francès Paul Villard mentre estudiava l'urani.
Els raigs gamma només es produeixen en les desintegracions radioactives de nuclis atòmics, o en processos de molt altes energies, com en el cas de la radiació de sincrotró. A causa de les altes energies que tenen, els raigs gamma constitueixen un tipus de radiació ionitzant capaç de penetrar en la matèria més profundament que la radiació alfa o beta. A causa de la seva alta energia, poden causar danys importants al nucli de les cèl·lules, per la qual cosa són usats per a esterilitzar equips mèdics i aliments.
La radioactivitat gamma és emesa per nuclis excitats, al contrari que les radioactivitats alfa i beta, i acompanya aquestes altres radiacions. Es pot separar de la radiació alfa i de la beta amb un camp magnètic, ja que les altres, carregades elèctricament, es desvien, i la gamma no. El seu abast és molt major al de radioactivitat beta i encara més que el de l'alfa. Per a aturar-la, cal un bloc d'uns quants centímetres de gruix fet de plom o de formigó. Pot penetrar fins a vint-i-cinc centímetres dins del teixit humà. Té una elevada capacitat per a destruir enllaços químics. És el tipus de radioactivitat més perillós per als humans.

## Història
La radiació gamma va ser descoberta l'any 1900 pel físic francès Paul Ulrich Villard (1860-1934), tanmateix va rebre poc reconeixement pel seu descobriment, i el seu treball va romandre oblidat fins al centenari del seu descobriment.
Villard va començar els seu treball en el camp de la radiació utilitzant un tub de Crookes per a estudiar l'efecte dels camps magnètics sobre els raigs catòdics i els efectes químics dels raigs X. En obtenir unes mostres de radi del matrimoni Curie (Marie Curie i Pierre Curie) va intentar veure si la radiació emesa pel radi era desviada per un camp magnètic, considerava que la radiació del radi devia ser similar a la catòdica. Llavors es desconeixia que la radiació que es podia desviar era la beta, tant la radiació catòdica com la beta són electrons. Durant els seus experiments per a mesurar la desviació de la radiació emesa pel radi, va descobrir un tipus de radiació no desviable i molt penetrant, que seria anomenada radiació gamma uns anys més tard, el 1903, per Ernest Rutherford. Villard va comunicar el seu descobriment a l'Acadèmia Francesa de les Ciències i a la Societat Francesa de Física. L'any 1901 Henri Becquerel reconeixia el descobriment de Villard a l'article The radio-activity of matter que va publicar a la revista Nature.
Villard va posar una mostra de clorur de bari que contenia radi dins d'un recipient de plom amb una obertura, amb aquest arranjament la font de radi proporcionava un feix convergent de radiació. Va exposar dues plaques fotogràfiques protegides amb un embolcall de paper negre opac, entre elles va situar una fulla de plom de 0,3 mm. En aplicar un camp magnètic per tal de desviar els raigs desviables, la radiació beta era desviada mentre que les partícules alfa eren aturades per l'embolcall de paper de les plaques. El resultat va se que la primera placa va registrar dues taques produïdes per la radiació, una desviada pel camp magnètic, però la segona placa només contenia una taca, producte d'una radiació no desviada, que havia travessat la fulla de plom. La intensitat de la taca era idèntica a ambdues plaques, el que indicava que la seva intensitat no havia estat afectada per la barrera de plom. Villard va concloure que es tractava d'una radiació similar als raigs X però amb un enorme poder de penetració.

## Radiació gamma i radiació X dura

Longitud d'ona i energia de la radioactivitat X tova (en anglès, soft) i dura (en anglès, hard)

Els raigs X amb longituds d'ona superiors a 0,1 nm s'anomenen raigs X tous. Les longituds d'ona més curtes s'anomenen raigs X durs, que se sobreposen amb els raigs gamma de longitud d'ona més llarga.
Estrictament, a igual longitud d'ona es corresponen iguals propietats i aquests rais X durs són raigs gamma. A alguns els cal una diferenciació segons com han estat generats. Així, mentre que els raigs gamma són radiacions d'origen nuclear que es produeixen per la desexcitació d'un nucleó d'un nivell excitat a un altre de menor energia i en la desintegració d'isòtops radioactius, els raigs X sorgeixen de fenòmens extranuclears, en l'àmbit de les òrbites electròniques. En ambdós casos les radiacions són iguals i tenen les mateixes propietats i efectes.

## Propietats

### Protecció

Representació artística de l'emissió de raigs gamma (γ) per un nucli atòmic

La protecció contra la radiació gamma necessita una gran quantitat de massa per a ser efectiva. Aquest tipus de radiació és absorbida millor per materials amb un nombre atòmic elevat i una gran densitat. Com més gran sigui l'energia dels raigs, més gruixuda haurà de ser la protecció. Els materials utilitzats es classifiquen i mesuren a partir del gruix necessari per a reduir la intensitat de la radiació gamma a la meitat (es parla de half value layer o HVL). Per exemple, una radiació gamma que requereix 1 cm de plom per reduir la seva intensitat a la meitat, necessitarà 6 cm de formigó per a aconseguir el mateix efecte.

### Interacció amb la matèria

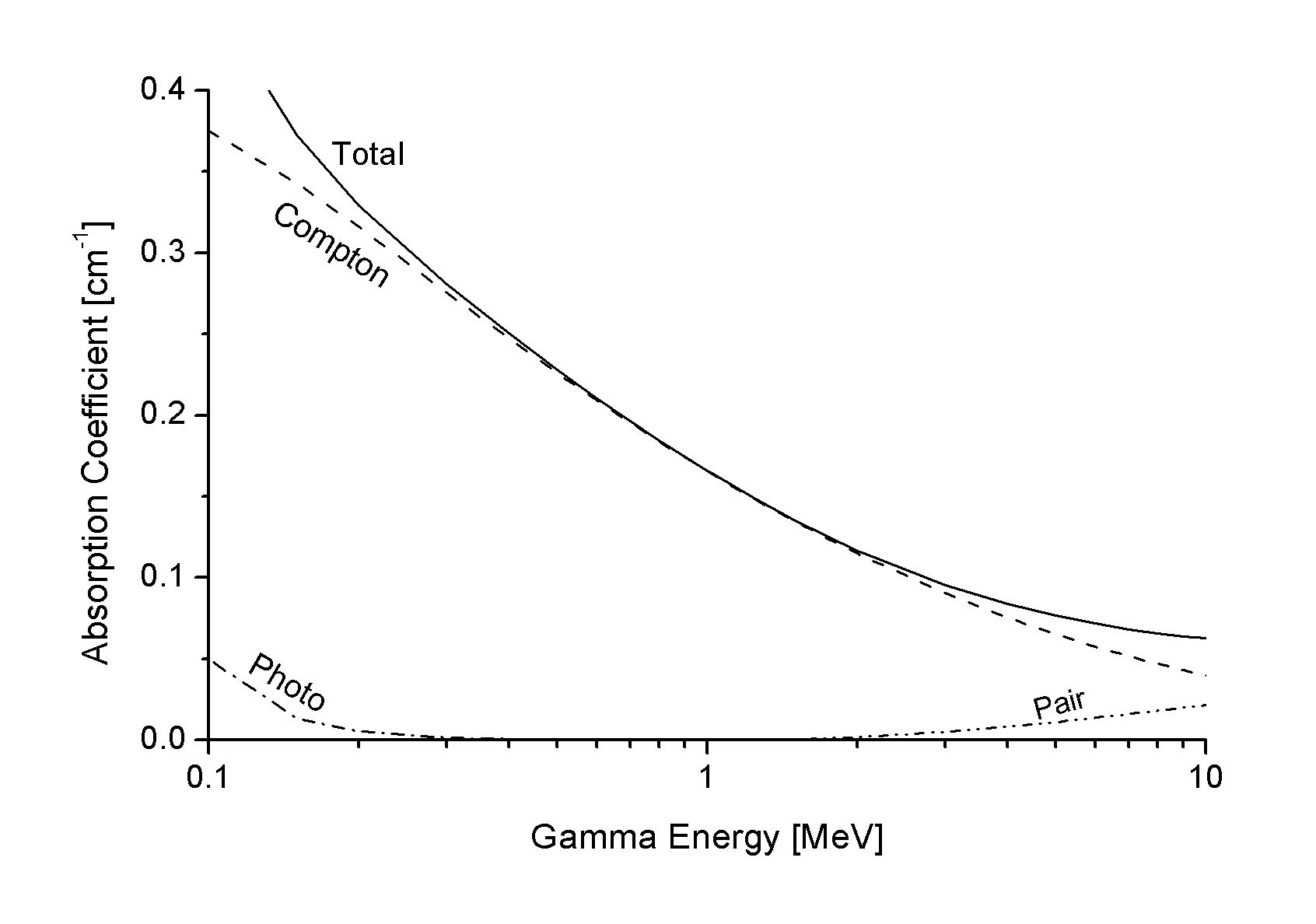
Coeficient d'absorció total de raigs gamma de l'alumini (número atòmic 13) segons diferents energies de raigs gamma, i contribucions dels tres efectes. A la majoria de la regió d'energia mostrada domina l'efecte Compton.

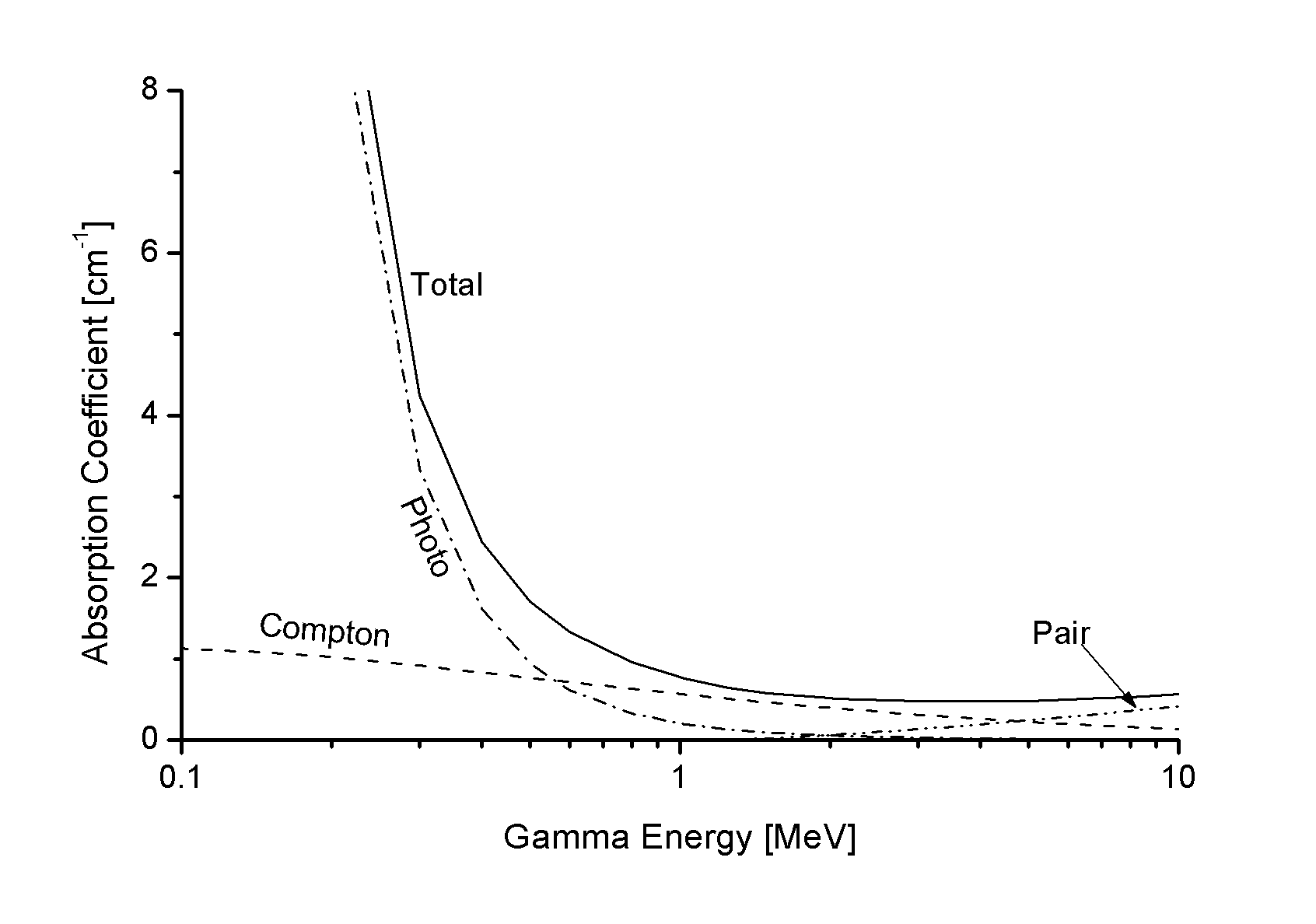
Coeficient d'absorció total de raigs gamma del plom (número atòmic 82) segons diferents energies de raigs gamma, i contribucions dels tres efectes. Aquí, l'efecte fotoelèctric domina en energies baixes. A partir de 5 MeV comença a dominar la creació de parells.

Quan els raigs gamma passen a través de la matèria, la probabilitat d'absorció a una capa prima és proporcional al gruix de la capa. Això porta a un decreixement exponencial de la intensitat amb el gruix. L'absorció exponencial només es dona per a feixos prims de radiació; si un feix gruixut de radiació gamma passa a través d'un bloc gruixut de formigó, la dispersió per les cares redueix l'absorció:
{\displaystyle I(d)=I_{0}\cdot e^{-\mu d}}
en què:
- μ = nσ és el coeficient d'absorció, mesurat en cm−1
- n és el nombre d'àtoms per cm³ del material
- σ és l'absorció de la secció eficaç en cm²
- d és el gruix del material en cm.

Els raigs gamma ionitzen la matèria en passar al seu través i ho fan per mitjà de tres processos principals: l'efecte fotoelèctric, l'efecte Compton i la creació de parells.
- Efecte fotoelèctric: és un efecte que descriu el cas en què un fotó gamma interacciona amb un electró i li transfereix la seva energia ejectant-lo fora de l'àtom. L'energia cinètica del fotoelectró resultant és igual a l'energia del fotó gamma incident menys l'energia d'enllaç o de lligadura de l'electró. L'efecte fotoelèctric és el mecanisme dominant en la transmissió d'energia per raigs X i fotons de radiació gamma amb energies per sota de 50 keV (50 milers d'electró volts), però és menys important en energies més altes.

- L'efecte Compton: es tracta d'una interacció en què un fotó gamma incident col·lideix amb un electró i emergeix un nou fotó amb una part de l'energia inicial del fotó incident i amb una direcció diferent. La probabilitat de l'efecte o dispersió de Compton disminueix quan s'incrementa l'energia del fotó. Aquest fenomen, relativament independent del nombre atòmic del material absorbent, és el principal mecanisme d'absorció per als raigs gamma dins del rang d'energies mitjanes, entre 100 keV i 10 MeV.

- Producció de parells: aquest mecanisme converteix l'energia d'un fotó gamma incident en la massa d'un parell electró-positró per la interacció amb el camp elèctric d'un nucli atòmic. L'excés d'energia de l'equivalent de la massa de les dues partícules (1,02 MeV) apareix com a energia cinètica del parell i del nucli impactat. Al final del recorregut del positró es combina amb un electró lliure. La massa total d'aquestes dues partícules es converteix en dos fotons gamma cadascú, amb una energia de com a mínim 0,51 MeV (que pot ser més gran segons l'energia cinètica de les partícules anihilades).

Els electrons secundaris (i/o positrons) produïts en cadascun d'aquests processos sovint tenen prou energia per a produir ionització. En rigor, l'absorció exponencial descrita a dalt es manté només per a un rang estret de raigs gamma. Si un raig més ample passa a través d'un bloc de formigó fi, la dispersió als costats redueix l'absorció.
Sovint els raigs gamma ocorren entre altres categories de radiació, com l'alfa i la beta. Quan un nucli emet una partícula α o β, de vegades el producte de desintegració queda excitat i pot saltar a un nivell d'energia inferior i emet un raig gamma. De la mateixa manera un electró atòmic pot saltar a un nivell d'energia inferior i emet llum visible o radiació ultraviolada.

Esquema de descomposició de ^{60}Co.

Els possibles tipus de radiació electromagnètica són: raigs gamma, raigs X, llum visible i raigs ultraviolats: UV (UVA i UVB). Els UVB són més energètics. També existeixen la llum visible, les ones de microones i les ones de ràdio. L'única diferència entre ells és per la freqüència i, per tant, segons l'energia dels fotons, de la qual cosa resulta que els raigs gamma són els més energètics. A continuació es mostra un exemple de producció de raigs gamma.
Primer 60Co es descompon en 60Ni excitat:

{\displaystyle {}^{60}{\hbox{Co}}\;\to \;^{60}{\hbox{Ni*}}\;+\;e^{-}\;+\;{\overline {\nu }}_{e}.}

Després el 60Ni ingressa al seu estat fonamental i emet dos raigs gamma consecutius.

{\displaystyle {}^{60}{\hbox{Ni*}}\;\to \;^{60}{\hbox{Ni}}\;+\;\gamma .}

Aquests raigs gamma són de 1,17 MeV i 1,33 MeV, respectivament.
Un altre exemple és la descomposició alfa de 241Am, per produir 237Np. Aquesta descomposició genera emissió gamma. En alguns casos, aquesta emissió és força simple, per exemple, 60Co/60Ni. En casos com 241Am/237Np i 192Ir/192Pt l'emissió gamma és complexa. Revela que hi pot haver una sèrie de diferents nivells d'energia nuclear. El fet que en un espectre alfa hi pugui haver diversitat de pics, de diferents energies, reforça la idea de possibilitat de molts nivells d'energia nuclear.
Com que una descomposició beta emet un neutrí, que alhora resta energia, en l'espectre beta no existeixen línies definides, sinó un pic ample. D'una sola descomposició beta, doncs, no és possible determinar els diferents nivells energètics del nucli.
En òptica espectròpica és ben conegut que una entitat que emet llum també pot absorbir llum de la mateixa longitud d'ona (energia del fotó). Per exemple, una flama de sodi pot emetre llum groga. A més pot absorbir llum groga d'un llum de vapor de sodi. En el cas dels raigs gamma es pot observar en espectroscòpia Mössbauer, on es pot obtenir una correcció per l'energia perduda pel retrocés del nucli i, mitjançant ressonància, les condicions exactes d'absorció de raigs gamma.

## Utilització
La potència dels raigs gamma els fa útils per a esterilització d'equip mèdic. Se solen utilitzar per exterminar bacteris i insectes en productes alimentaris tals com carn, bolets, ous i verdures, per tal de mantenir la seva frescor.
A causa de la capacitat de penetrar en els teixits, els raigs gamma o els raigs X tenen un ampli espectre d'usos mèdics, com a realització de tomografies i estudis de medicina nuclear. No obstant això, per la seva condició de radiació ionitzant, si s'afecta l'ADN comporten habilitat de provocar canvis moleculars que poden repercutir en efectes cancerígens.
Malgrat les propietats cancerígenes, els raigs gamma també s'utilitzen per a tractament de certs tipus de càncer. En el procediment anomenat cirurgia gamma-knife, múltiples raigs concentrats de raigs gamma es dirigeixen cap a cèl·lules canceroses. Els raigs s'emeten des de diferents angles per focalitzar la radiació al tumor, alhora que es minimitza el dany als teixits del voltant.
Els raigs gamma també s'utilitzen a medicina nuclear per realitzar diagnòstics. S'utilitzen molts radioisòtops emissors de raigs gamma. Un d'ells és el tecneci 99m: 99mTc. Quan se li administra a un pacient, una càmera gamma pot utilitzar la radiació emesa per obtenir una imatge de la distribució del radioisòtop. Aquesta tècnica s'empra en diagnosi d'un ampli espectre de malaltia, per exemple en detecció de càncer ossi (d'ossos).